# Arroyo del Muerto
Arroyo del Muerto är en ort i Mexiko.   Den ligger i kommunen Contepec och delstaten Michoacán de Ocampo, i den sydöstra delen av landet, 120 km väster om huvudstaden Mexico City. Arroyo del Muerto ligger 2 317 meter över havet och antalet invånare är 220.
Terrängen runt Arroyo del Muerto är huvudsakligen kuperad, men åt nordväst är den platt. Runt Arroyo del Muerto är det ganska tätbefolkat, med 96 invånare per kvadratkilometer. Närmaste större samhälle är Temascalcingo de José María Velazco, 17,9 km öster om Arroyo del Muerto. Trakten runt Arroyo del Muerto består till största delen av jordbruksmark.